# Batrachotomus
Batrachotomus (gr. "cortador de ranas”) es un género extinto de arcosaurio perteneciente al orden Rauisuchia. Media cerca de 6 metros de largo. Vivió durante el Triásico Medio (Ladiniense) de Alemania, hace cerca de 230 millones de años; era posiblemente un pariente temprano de Postosuchus.